# Title Fight
I Title Fight sono un gruppo musicale alternative rock/emo statunitense originario di Kingston, Pennsylvania. La band si è formata nel 2003 con i componenti Jamie Rhoden (voce e chitarra), Ned Russin (basso e voce secondaria) e Ben Russin (batteria), attuali membri del gruppo. A loro si è aggiunto nel 2005 il chitarrista Shane Moran.

## Formazione
- Jamie Rhoden – voce, chitarra (2003-presente)
- Ned Russin – voce, basso (2003-presente)
- Shane Moran – chitarra (2005-presente)
- Ben Russin – batteria, percussioni (2003-presente)

## Discografia

### Album in studio
- 2011 – Shed
- 2012 – Floral Green
- 2015 – Hyperview

### EP
- 2005 – Light Up the Eyes
- 2008 – Kingston
- 2009 – The Last Thing You Forget
- 2011 – Flood of '72

### Split
- 2007 – Title Fight/The Erection Kids